# Game Boy Micro
Pour un article plus général, voir Game Boy Advance.
Pour les articles homonymes, voir GBM.
La Game Boy Micro ou GBM (ゲームボーイミクロ, Gēmu Bōi Mikuro, marque déposée : Game Boy micro) est une console portable développée et fabriquée par Nintendo. Elle est la troisième version redessinée de la Game Boy Advance, la dernière console de la gamme Game Boy, et est commercialisée avec l'argument « puissante et taille de poche », plaçant l'accent sur sa finesse de conception. Selon le cadre Perrin Kaplan de chez Nintendo of America, son nom de code pendant le développement était Oxygen. La machine a aussi un nom de modèle « OXY-001 » sur le dos. Elle est sortie fin 2005 en Amérique du Nord, au Japon, en Chine, en Australie et en Europe pour un prix fixé de 99 euros, ou de 99 dollars.

## Description
La Game Boy Micro a une masse de 80 grammes, une taille de 10 cm de long sur 5 cm de large et moins de 2 cm d'épaisseur et un écran de 2 pouces. Sa façade est amovible et personnalisable. Sa principale qualité est l'écran qui, en dépit d'une taille réduite, a fait l'objet de toutes les attentions et révèle une finesse et une luminosité sans précédent sur une console portable. La console joue aussi sur l'aspect rétro-gaming avec sa façade Famicom très appréciée au Japon. En revanche, le changement de taille impose également un changement de connectique comme le cordon d'alimentation (malheureusement incompatible avec la Nintendo DS Lite malgré une forme similaire) et le câble link.
La console est disponible en plusieurs coloris : bleu, vert, rose, argent, noir et « Famicom ».
Cette version de la Game Boy Advance est par ailleurs la seule à ne pas être rétro-compatible avec les versions antérieures des Game Boy (Game Boy originale et Game Boy Color), ce qui explique pourquoi elle ne porte d'ailleurs pas le mot « Advance » dans son nom.
Il existe également quatre éditions spéciales :
- Final Fantasy IV Advance (console + jeu + coque) ;
- Mother 3 (console + jeu + coque) ;
- Pikachu ;
- Super Mario Bros. 20th Anniversary Edition (console aux couleurs de la manette 1 de la Famicom).

Une coque collector aux couleurs de la manette 2 de la Famicom a également vu le jour au Japon, uniquement disponible dans le Club Nintendo japonais, au prix de 200 points.

## Ventes

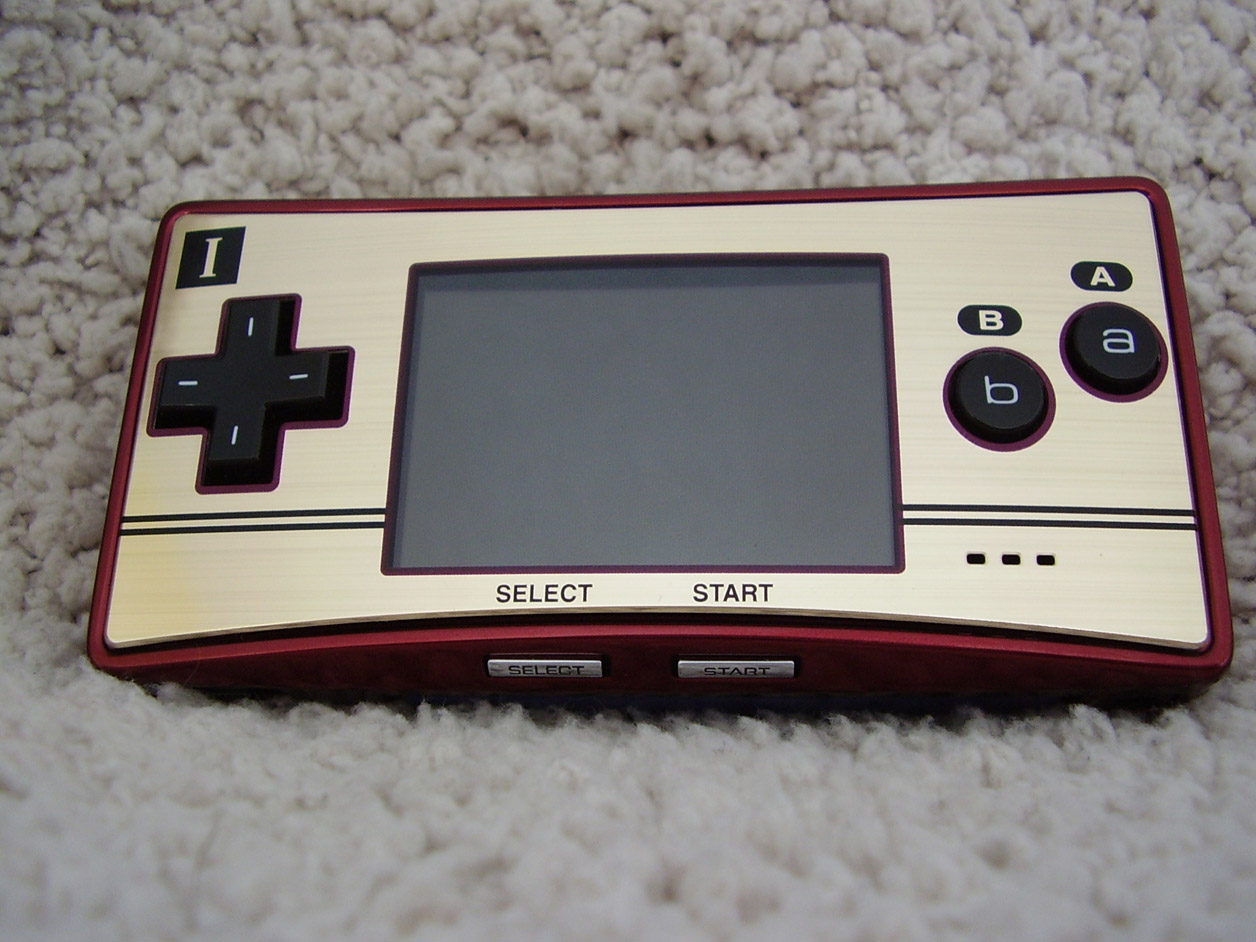
La console aux couleurs de la manette 1 de la Famicom.

Malgré son manque de succès, la Game Boy Micro n'est pas considérée comme un échec commercial. Sortie quelques mois après la Nintendo DS, l'ultime Game Boy est considérée comme la Game Boy la moins vendue de l'histoire de Nintendo avec environ 2,4 millions d'exemplaires vendus. Au Japon, la console reste un succès notamment grâce à son modèle spécial aux couleurs de la Famicom. Elle jouit également d’une bonne réputation sur le continent européen. 
| Trimestre | Japon | Amérique | Autres | Total |
| --------- | ----- | -------- | ------ | ----- |
| Q3 2005   | 0,41  | 0,29     |        | 0,70  |
| Q4 2005   | 0,57  | 0,47     | 0,78   | 1,82  |
| Q1 2006   | 0,58  | 0,47     | 0,79   | 1,83  |
| Q2 2006   | 0,59  | 0,47     | 0,80   | 1,87  |
| Q3 2006   | 0,59  | 0,47     | 0,80   | 1,87  |
| Q4 2006   | 0,60  | 0,96     | 0,85   | 2,40  |
| Q1 2007   | 0,61  | 0,96     | 0,87   | 2,42  |

## Inspiration
En 2024, Ayaneo sort une console reprenant le design de la Game Boy Micro.